# Karel I sigarenfabriek (Amsterdam)

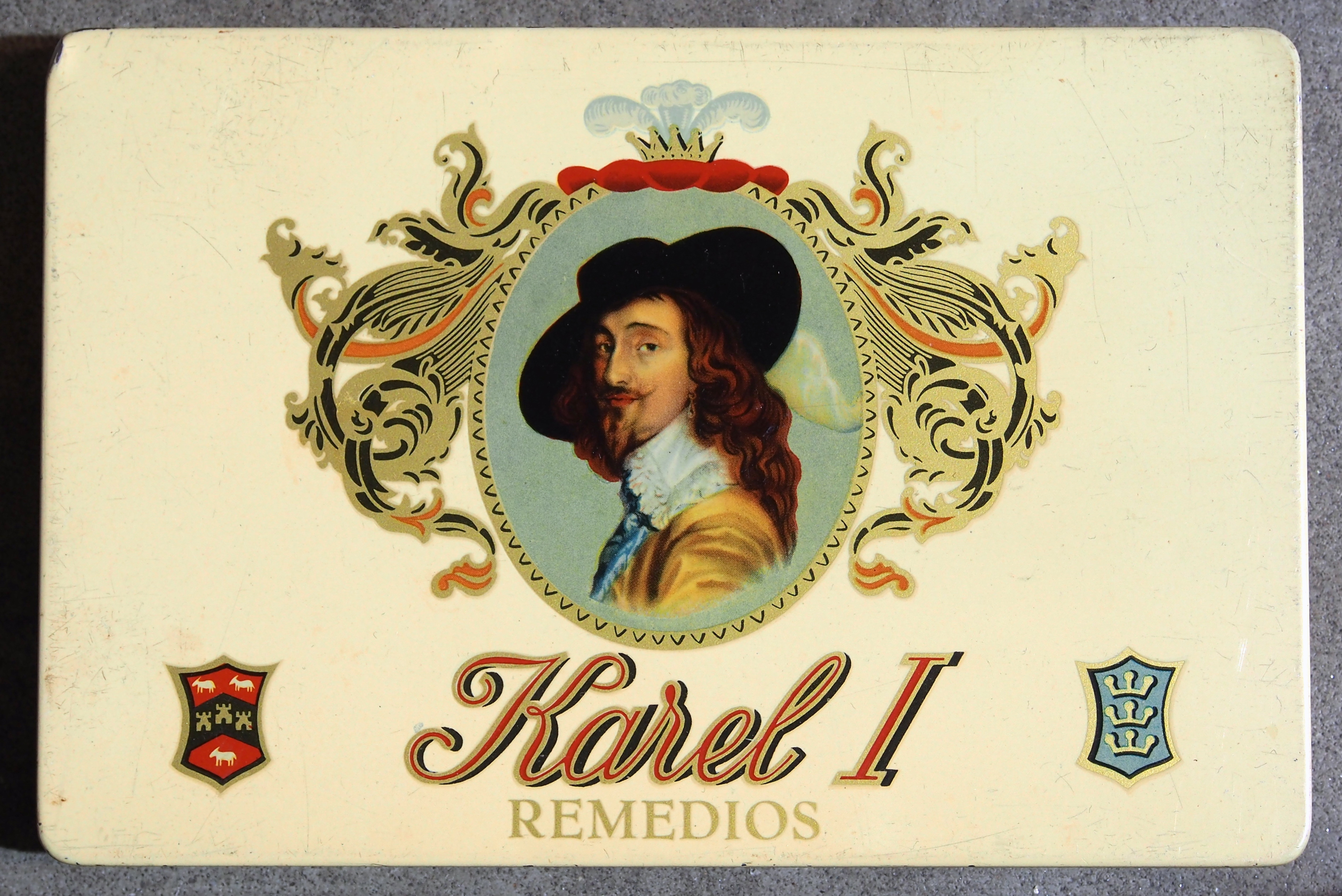
Doosje van Karel I

De latere Karel I sigarenfabriek kreeg haar eerste vestiging in Amsterdam.
Ze werd gevestigd op de terreinen die de gemeente Amsterdam in 1896 had geannexeerd van de gemeente Nieuwer-Amstel. Het fabriekje was vanaf 1900 gevestigd in de Wiegelstraat 3. Dat was een straat met voornamelijk woonhuizen bij de Amsteldijk, vermoedelijk was er dus geen sprake van een echte fabriek. De sigarenmakerij was in handen van Henri van Abbe. Hoewel de fabriek niet erg groot was, werden er regelmatig vacatures uitgezet. In 1904 verhuisde de firma H.J. van Abbe naar de iets noordelijker gelegen Rustenburgerstraat, een gebouw met een bedrijfsruimte, dat al eerder een sigarenfabriek(je) herbergde. Het Algemeen Handelsblad meldde in 1904 een personeelsbestand van 100 werklieden.  Ook hier ging het werven van personeel door. Van Abbe zou er tot circa 1911 een vestiging houden.  Ondertussen werd een "filiaal" geopend in Eindhoven, alwaar in 1908 een staking uitbrak. Sommige kranten meldden nog dat de firma in Amsterdam gevestigd was.
Van de twee sigarenfabrieken in Amsterdam is in de 21e eeuw niets meer terug te vinden in het straatbeeld. De Wiegelstraat verdween geheel bij de aanleg van de Diamantbuurt. Het gebouw aan de Rustenburgerstraat verdween vermoedelijk in de jaren tachtig toen het gebouw samen met een gebouw van de Gemeentetram op de hoek met de Amsteldijk tegen de vlakte ging. Er kwam ter plekke een uitbreiding van het Stadsarchief Amsterdam achter het Raadhuis van Nieuwer-Amstel. Dat "nieuwe gebouw" van ingenieur H. ’t Hoen haalde 2008 niet. Het Stadsarchief was verhuisd naar Gebouw De Bazel, er volgde afbraak ten faveure van nieuwbouw voor een hotel. Het huisnummer 5 keerde daarbij niet terug. Het merk Karel I werd al in 1969 verkocht en de fabriek in Eindhoven werd in 1971 getroffen door een uitslaande brand. De gebouwen gingen in 1997 tegen de vlakte, al wat restte was een muur.